# Marie Noëlle
Marie Noëlle és una directora de cinema, guionista i productora de cinema alemanya-francesa. Fou coneguda per les seves pel·lícules Marie Curie i Heinrich Vogeler – Aus dem Leben eines Träumers. També va treballar amb el seu marit Peter Sehr i amb Herbert Achternbusch en diferents funcions en projectes de cinema conjunts.

## Vida i obra
Marie Noëlle va créixer a França, és filla de mare espanyola i pare francès. Noëlle va estudiar Matemàtiques a l'ESCP. A Oxford va conèixer el seu futur marit Peter Sehr (1951–2013) i el 1979 van rodar plegats els primers curtmetratges. Des de 1982 Noëlle ha treballat com a directora, productora, guionista i editora a la indústria cinematogràfica. El 1988 va fundar la productora P'Artisan Filmproduktion GmbH amb Peter Sehr.
Per al “documental de ficció” …und nicht ein Tohuwabohu Noëlle i Sehr van escriure el guió junts per primera vegada i el van dirigir. Per al primer llargmetratge del qual va ser l'única responsable del guió i la direcció, Ich erzähle mir einen Mann, va ser nominada al Premi Max Ophüls. També va treballar a Das serbische Mädchen i Kaspar Hauser amb la participació de Peter Sehr.
Des de 1989 va treballar amb Herbert Achternbusch. Per exemple, va agafar el relleu en la direcció de producció a Niemandsland, I Know the Way to the Hofbrauhaus i Ab nach Tibet. El 1992 va publicar el llibre infantil Arwagar, le cheval mongol amb dibuixos d'Achternbusch amb el pseudònim de “Mary O'Nell”.
Per al guió de Die Frau des Anarchisten, que es va estrenar el 2007, Noëlle es va inspirar en la història de la seva àvia durant la Guerra Civil Espanyola. Dirigida i produïda amb Peter Sehr, la van projectar al Festival de Cinema de Sundance i es va estrenar al Festival de Cinema de Munic va atorgar el Premi de la Pau del Cinema Alemany – Die Brücke.
Després de vuit anys de preparació i cinc mesos de rodatge, Noëlle i Sehr van estrenar Ludwig II, el seu darrer treball de direcció junts. Malgrat el repartiment estrella i el rodatge a les ubicacions originals la pel·lícula va ser un fracàs de taquilla. Peter Sehr va morir de càncer el 2013.
Tres anys més tard, Marie Curie va celebrar la seva estrena, en la qual Noëlle era la responsable de la direcció, el guió i l'edició. La pel·lícula fou exhibida al Festival Internacional de Cinema de Toronto i va rebre el Bayerischer Filmpreis.
El 2020 es va iniciar el rodatge de Heinrich Vogeler – Aus dem Leben eines Träumers, de la qual Noëlle va dirigir i escriure el guió. El docudrama es va estrenar l'any 2022 amb motiu del 150è aniversari de Heinrich Vogeler.
Noëlle és membre fundador de l'associació Treffpunkt Filmkultur e. V., que des de l'any 2005 intenta que els nens i els joves s'entusiasmen amb el cinema i que treballa amb altres cineastes i institucions educatives per aconseguir-ho.
És membre de l'Acadèmia de Cinema Alemanya i de l'Acadèmia del Cinema Europeu. i va ser professora a la Universitat de Televisió i Cinema de Munic i el Taller de Guió de Munic. Va donar classes a l'Acadèmia de Cinema de Baden-Württemberg com a part de l’ Ateliers Ludwigsburg-Paris. Juntament amb el seu marit i Dagmar Hirtz va dirigir el Cinema Arri a Munic durant un temps.

## Filmografia

### Com a directora
- 1988: ...und nicht ein Tohuwabohu (juntament amb Peter Sehr, documental)
- 1995: Ich erzähle mir einen Mann
- 1998: Komm doch an den Tisch – Ein Fresco von Herbert Achternbusch
- 2008: Die Frau des Anarchisten (juntament amb Peter Sehr)
- 2012: Ludwig II. (juntament amb Peter Sehr)
- 2016: Marie Curie
- 2021: Dürer (documental de televisió)
- 2022: Heinrich Vogeler – Aus dem Leben eines Träumers (Docudrama)

### Guionista
- 1988: ...und nicht ein Tohuwabohu (juntament amb Peter Sehr, documental)
- 1995: Ich erzähle mir einen Mann
- 1998: Obsession (juntament amb Peter Sehr)
- 2001: Love the Hard Way (juntament amb Peter Sehr)
- 2008: Die Frau des Anarchisten
- 2012: Ludwig II. (juntament amb Peter Sehr)
- 2016: Marie Curie (juntament amb Andrea Stoll)
- 2022: Heinrich Vogeler – Aus dem Leben eines Träumers

### Producció
- 1994: Ab nach Tibet!
- 1998: Komm doch an den Tisch – Ein Fresco von Herbert Achternbusch
- 2003: Birkenau und Rosenfeld (coproducció)[16]
- 2008: Die Frau des Anarchisten
- 2012: Ludwig II.
- 2016: Marie Curie
- 2017: Ethiopiques: Revolt of the Soul (coproducció, documental)

## Llibres
- Mary O’Nell (Pseudonym): Arwagar, le cheval mongol. Signe de Piste Editions, Paris 1992, ISBN 978-2-87654-076-7.

## Premis
- 2008: Premi de la Pau del Cinema Alemany – Die Brücke per Die Frau des Anarchisten  (juntament amb Peter Sehr)
- 2017: Bayerischer Filmpreis per Marie Curie (millor direcció)